# Джеханабад (Лурестан)
Джеханаба́д (перс. جهان اباد‎) — небольшой город на западе Ирана, в провинции Лурестан. Входит в состав шахрестана  Боруджерд и является юго-восточным пригородом его одноимённого центра. По данным переписи, на 2006 год население составляло 4 115 человек.

## География
Город находится на севере Лурестана, в горной местности центрального Загроса, на высоте 1547 метров над уровнем моря.
Джеханабад расположен на расстоянии приблизительно 55 километров к северо-востоку от Хорремабада, административного центра провинции и на расстоянии 310 километров к юго-западу от Тегерана, столицы страны.